# San Pedro Manrique
San Pedro Manrique è un comune spagnolo di 617 abitanti situato nella comunità autonoma di Castiglia e León.

## Località
Il comune comprende le seguenti località:
- Las Fuentes de San Pedro
- Matasejún
- Palacio de San Pedro
- San Pedro Manrique (capoluogo)
- Sarnago
- Taniñe
- Valdenegrillos
- Ventosa de San Pedro

e altre località disabitate:
- Acrijos
- Armejún
- Buimanco
- El Vallejo
- Fuentebella
- Peñazcurna
- Valdelavilla
- Valdemoro de San Pedro Manrique
- Vea
- Villarijo